# احمد شاهرخی
احمد شاهرخی (زاده ۱۳۱۱ قائم‌شهر) نظامی ایرانی است، که از ۱۳۸۲ تا ۱۳۸۴ به‌عنوان سیزدهمین فرمانده پدافند هوایی ارتش ایران فعالیت می‌کرد.
وی در سال ۱۳۴۸ وارد دانشکده افسری نیروی زمینی ارتش شد و از سال ۱۳۵۱ با درجه ستوان‌دومی، فعالیت رسمی در ارتش شاهنشاهی ایران را آغاز کرد و در همان سال نیز به نیروی هوایی شاهنشاهی ایران منتقل شد. شاهرخی از سال ۱۳۵۹ تا ۱۳۶۲ فرمانده گروه پدافند هوایی سمنان بود، از ۱۳۶۲ تا ۱۳۶۵ به‌عنوان فرمانده گروه پدافند هوایی امیدیه فعالیت می‌کرد، از ۱۳۶۵ تا ۱۳۷۱ فرمانده گروه پدافند هوایی همدان بود و از ۱۳۷۱ تا ۱۳۷۸ فرماندهی گروه پدافند هوایی تهران را برعهده داشت. وی در فاصله سالهای ۱۳۷۸ تا ۱۳۸۲ به‌عنوان معاون عملیات پدافند هوایی فعالیت می‌کرد و از ۱۳۸۲ تا ۱۳۸۴ فرماندهی پدافند هوایی را برعهده داشت.